# Xiahua
Xiahua (kinesiska: 下华乡, 下华) är en socken i Kina. Den ligger i den autonoma regionen Guangxi, i den södra delen av landet, omkring 270 kilometer väster om regionhuvudstaden Nanning.
Genomsnittlig årsnederbörd är 1 723 millimeter. Den regnigaste månaden är juni, med i genomsnitt 333 mm nederbörd, och den torraste är februari, med 15 mm nederbörd.